# Wiguläus von Kreittmayr
Wiguläus Xaverius Aloysius von Kreittmayr, från 1741 Ritter und Edler Herr von Kreittmayr och från 1745 Freiherr von Kreittmayr, född 14 december 1705 i München, död där 27 oktober 1790, var en bayersk friherre, jurist och statsman. 
Kreittmayr blev 1749 vice kansler och konferensminister samt 1758 verklig geheimekansler. Han utförde tre av 1700-talets yppersta lagkodifikationer: "Codex juris criminalis bavarici" (1751), "Codex juris bavarici judicialis" (1753) och "Codex Maximilianeus bavaricus civilis" (1756), som han därjämte kommenterade. En staty över honom restes 1845 i München.

## Fotnoter
1. 1 2  Gemeinsame Normdatei, läst: 24 april 2014.[källa från Wikidata]
2. 1 2  Bibliothèque nationale de France, BnF Catalogue général : öppen dataplattform, id-nummer i Frankrikes nationalbiblioteks katalog: 12458820x.[källa från Wikidata]
3. 1 2  Gemeinsame Normdatei, läst: 1 april 2015.[källa från Wikidata]